# 山田良政
山田 良政（やまだ よしまさ、慶応4年1月1日（1868年1月25日） - 明治33年（1900年）10月22日？）は、日本の革命運動家、大陸浪人である。熊本の宮崎滔天らと共に孫文の支援者となり辛亥革命に参加。実弟の山田純三郎も兄の遺志を継いで孫文を支援した。

## 生涯

### 生い立ち
陸奥国弘前（後の青森県弘前市）に津軽藩士の子として生まれる。山田家は思想家の陸羯南の実家と真向かいにあったこともあり、良政は少年時代から羯南の影響を受けていたとされる。伯父の菊池九郎が経営する東奥義塾で学んだ後に地元の青森師範学校へ進学したが、2年時に全寮制の寮内での賄経費を巡る騒動（賄征伐）が発生した際に、騒動の首謀者となった友人をかばう形で退学処分を受けた。青森師範を退学後、同郷の先輩である陸羯南を頼って上京し、羯南の勧めで中国語の勉強を始め、同じく羯南の勧めで水産伝習所（後の東京海洋大学）に第一期生として進学した。

### 中国との関わり
卒業後に北海道昆布会社に入社し上海支店に勤務したが、1894年（明治27年）に勃発した日清戦争の際には職を辞して陸軍の通訳官として従軍し、遼東半島や台湾へ赴いた。1895年（明治28年）、台湾総督府に勤務する海軍少佐の滝川具和と知り合い、1897年（明治30年）、滝川が清の首都北京にある日本大使館付の駐在武官に就任したことに伴って北京へと渡り、海軍省嘱託という身分で、滝川の依頼による調査活動および諜報活動に従事。その際に「田山良介」という偽名を名乗った。1898年（明治31年）に行われた戊戌の政変が守旧派の抵抗に遭い失敗に終わった後、滝川や平山周と共に政変の中心人物となった梁啓超や王照を救出して日本海軍の砲艦・大島に匿い、日本への亡命を手助けした。
1899年（明治32年）、日本へ帰国し東京府神田区三崎町に在住したが、そこへ中国人の革命家の孫文が訪れた。両者は初対面だったが、良政は孫文と意気投合し革命運動の援助を約束した。1900年（明治33年）、東亜同文会の井手三郎の依頼により、南京同文書院の教授兼幹事として再び清へと渡り、職務の傍ら孫文をはじめとした革命派や、平山や内田良平といった協力者たちと密に連絡を取り合い、武装蜂起に向けた準備を進めた。両江総督を務める劉坤一の暗殺計画を巡る対立により孫文から離反していく日本人協力者が現れる中で、良政は南京同文書院の職を辞して孫文の活動を支援し続けたという。

### 恵州蜂起
1900年（明治33年）9月、良政の斡旋により孫文は台湾総督の児玉源太郎と民政局長の後藤新平と面会し、武器提供の約束を取り付けた。この武器提供の約束を受けて孫文は内地にいる鄭士良に対し電文を送り恵州三洲田での武装蜂起を指示し、10月6日に蜂起した。一方、日本国内では第2次山縣内閣が総辞職し、伊藤博文を総理大臣とする第4次伊藤内閣が組閣し、台湾総督の児玉に対し孫文率いる革命軍への武器提供を禁ずる命令を下した。日本国内での政情の変化に対して孫文は犬養毅に伊藤の説得を依頼したが決定が覆らず、宮崎滔天を通じた中村弥六からの武器調達も失敗に終わった。
良政は恵州での蜂起の時点では、台湾から香港に入り広東省の陸豊や海豊で挙兵をするために活動していたが、台湾で指揮を執っていた孫文から日本からの武器提供が困難になったことの状況説明と蜂起軍の処置を一任された。良政が鄭の陣営に到着したのは蜂起後のことだったが、既に兵站が尽きていたこともあり、鄭は蜂起軍の解散を決定した。
良政は鄭の率いる数百人の兵と共に香港へと撤退をはじめたが、10月22日に清軍と遭遇し消息を絶った。戦死したとも、清側に捕らえられ殺害されたとも伝えられる。良政は辛亥革命に関わった日本人協力者の中で最初の犠牲者となった。山田良政の弟純三郎が昭和14年に残した手記「支那革命と私」と子息順造に取材した保阪正康によれば処刑が事実であると聞き取ったそうである。

### 死後
良政の消息は不明とされてきたが、清側の指揮官を務めていた洪兆麟の証言により1922年（大正11年）に明らかになった。それによると「恵州の東部に位置する三多祝で清側と蜂起軍が交戦状態となり、最後まで抵抗を続け戦死した6人の蜂起軍兵士の中に中国服を身につけ、荒縄を腰に巻きつけ、眼鏡をかけた一人の日本人がいた。洪は遺留品から日本人宣教師と考えたが国際問題となることを懸念して当地に埋葬し、緘口令を布いた」のだという。
革命成功後に中華民国を建国した孫文は、1913年（大正2年）に訪日した際に東京府下谷区谷中の全生庵に良政の慰霊碑を建設。1919年（大正8年）に孫文は宮崎滔天らに依頼して山田家の菩提寺である弘前の貞昌寺に良政の慰霊碑を建設して追悼した。1927年（昭和2年）、中華民国政府は南京にある孫文の陵墓「中山陵」に良政の碑を建設した。